# Marc Liesching
Marc Liesching (* 10. Februar 1972) ist ein deutscher Jurist und Medienwissenschaftler. Er lehrt an der Hochschule für Technik, Wirtschaft und Kultur in Leipzig Medienrecht und Medientheorie.

## Werdegang
Nach dem Studium der Rechtswissenschaften in Heidelberg arbeitete er 1998 als Wissenschaftlicher Mitarbeiter am Institut für Journalistik der Universität Hohenheim und nach Absolvenz des Rechtsreferendariats und des 2. Juristischen Staatsexamens von 2000–2003 als Wissenschaftlicher Assistent am Institut für Strafrecht, Strafprozessrecht und Kriminologie an der Friedrich-Alexander-Universität Erlangen-Nürnberg. Er wurde an der Juristischen Fakultät der Ludwig-Maximilians-Universität München promoviert und schloss die Dissertation mit summa cum laude und dem Walburga-Riedel-Promotionspreis der Fakultät ab. 2003 gründete er die Medienrechts-Anwaltskanzlei technolex-anwaelte.de und arbeitete als selbstständiger Rechtsanwalt, Unternehmensberater und Gutachter. Im Jahr 2012 übernahm er Lehraufträge u. a. für Medienrecht an der Universität Würzburg. 2013 wurde er als Professor für Medienrecht und Medientheorie an die Hochschule für Technik, Wirtschaft und Kultur Leipzig berufen.

## Veröffentlichungen (Auswahl)
- Liesching, Marc/Hooffacker, Gabriele (2019): Agenda-Setting bei ARD und ZDF? Otto Brenner Stiftung, Frankfurt am Main.[1]
- Streinz, Rudolf/Liesching, Marc/Hambach, Wulf (2014): Glücks- und Gewinnspielrecht in den Medien – Kommentar, München: C.H. Beck.
- Liesching, Marc (2018): Netzwerkdurchsetzungsgesetz, in: Spindler/Schmitz, Telemediengesetz – Kommentar, München: C.H. Beck, 2. Aufl.
- Liesching, Marc (2012): Medienstrafrecht, Medienstrafverfahrensrecht und Jugendmedienschutz; in: Hamburger Kommentar zum Gesamten Medienrecht, Baden-Baden: Nomos.
- Liesching, Marc: Beck´scher Online-Kommentar zum JMStV (Stand 15. März 2019).
- Liesching, Marc (2011): Schutzgrade im Jugendmedienschutz. Baden-Baden: Nomos, 1. Aufl.
- Liesching, Marc/Schuster, Susanne (2011): Jugendschutzrecht – Kommentar, München: C.H. Beck, 5. Aufl.
- Liesching, Marc (2010): Urheberrecht. - Bonn : Schulen ans Netz e.V.

## Herausgeberschaften
Marc Liesching ist Mitherausgeber der Zeitschrift MultiMedia und Recht MMR.
Er ist Mitherausgeber der Gesetzeskommentars Streinz, Rudolf/Liesching, Marc/Hambach, Wulf (2014): Glücks- und Gewinnspielrecht in den Medien – Kommentar, München: C.H. Beck.